# Bob Costas
Quinlan Robert Costas, detto Bob (New York, 22 marzo 1952), è un commentatore televisivo e attore statunitense.

## Carriera giornalistica
Quinlan Robert "Bob" Costas inizia come annunciatore dei Syracuse Blazers, squadra di hockey che militava in serie minori nella Eastern Hockey League e nella North American Hockey League.
La sua carriera da professionista è iniziata a Radio KMOX di St.Louis come annunciatore.

### Premi e riconoscimenti
Ha vinto il National Sportcaster of the Year della National Sportcasters and Sportswriters Association e della American Sportscasters Association (1989, 1991, 1992 e 1993), e quasi 20 Sports Emmy Award.
Nel 1999 Costas riceve il Premio Gowdy Curt, che viene assegnato ai membri della stampa e dei media per contributi eccezionali al baseball.
Nel 2006 riceve il dottorato honoris causa in lettere umane dal Loyola College, Maryland.

## Vita privata
Membro del comitato onorario della Fondazione per la ricerca sul mieloma multiplo.

## Filmografia parziale

### Televisione
- Detective Monk (Monk) - serie TV, episodio 7x13 (2009)

### Doppiaggio
- The Critic - serie TV, ep. 1x7 (1994)
- Frasier - serie TV, ep. 4x02 (1996)
- Voltron: The Third Dimension - serie TV, ep.1x01 (1998)
- Cars - Motori ruggenti - film d'animazione, regia di John Lasseter (2006)
- Cars 3 - film d'animazione, regia di John Lasseter (2017)

## Doppiatori italiani
Nelle versioni in italiano delle opere in cui ha recitato, Bob Costas è stato doppiato da:
- Stefano Valli in Detective Monk

Da doppiatore, è stato sostituito da:
- Gianfranco Mazzoni in Cars - Motori ruggenti, Cars 3
- Gianluca Crisafi ne I Simpson